# Devadatta (geslacht)
Devadatta is een geslacht van libellen (Odonata) uit de familie van de Amphipterygidae (Bergvlamjuffers).

## Soorten
Devadatta omvat 5 soorten:
- Devadatta argyoides (Selys, 1859)
- Devadatta cyanocephala Hämäläinen, Sasamota & Karube, 2006
- Devadatta ducatrix Lieftinck, 1969
- Devadatta multinervosa Fraser, 1933
- Devadatta podolestoides Laidlaw, 1934